# Arterite temporal
A arterite temporal, também chamada de arterite de células gigantes, é uma doença inflamatória nos vasos sanguíneos (comumente artérias grandes e médias da cabeça). É, então, uma forma de vasculite. O nome vem do vaso freqüentemente mais envolvido (artéria temporal que se ramifica da artéria carótida externa do pescoço). O nome alternativo (arterite de célula gigante) reflete o tipo de célula inflamatória que é envolvida (como visto na biópsia).  
A desordem pode coexistir (em um quarto dos casos) com polimialgia reumática (PMR) que é caracterizado por dores súbitas e dureza nos músculos (pélvis, ombro) do corpo, como visto nos idosos. Outras doenças relacionadas com arterite temporal são lupus eritematoso sistêmico, artrite reumática e infecções severas.

## Sintomas
É mais comum em mulheres que homens por uma relação de 3:1. Pacientes apresentam:  
- Febre
- Dor de cabeça
- Sensibilidade no escalpo
- Claudicação na mandíbula (dor na mandíbula ao mastigar)
- Acuidade da visão reduzida (visão borrada)
- Perda aguda da visão(cegueira súbita)
- Acidente vascular cerebral[1]

A inflamação pode afetar a distribuição de sangue ao olho e visão borrada ou cegueira súbita podem acontecer. Em 76% de casos que envolvem o olho, a artéria oftálmica é envolvida causando neuropatia ótica isquêmica. Perda de visão em ambos olhos pode acontecer muito abruptamente e esta doença é, portanto, uma emergência médica.

## Diagnóstico
A palpação da cabeça revela artérias sensíveis e grossas com ou sem pulsação arterial. Nos testes de laboratório, a taxa de sedimentação é muito alta na maioria dos pacientes, mas pode ser normal em aproximadamente 20% dos casos.
O padrão de ouro para diagnosticar arterite temporal é a biópsia, pois envolve a remoção de uma parte pequena do vaso sanguíneo e o seu exame microscópico à procura de células gigantes que infiltram o tecido. Considerando que os vasos sanguíneos são envolvidos em um padrão remendado, pode haver áreas não afetadas e a biópsia pode ter sido feita com uma destas partes. Assim, um resultado negativo definitivamente não rege uma diagnose.
Exame radiológico da artéria temporal com ultrassom rende um sinal de halo. Na ressonância magnética e tomografia o contraste cerebral aumentado é geralmente negativo nesta desordem.

## Terapia
O uso de corticosteroides deve ser iniciado assim que a diagnose for suspeitada (até mesmo antes da diagnose ser confirmada através de biópsia). Esteroides não previnem a diagnose, que  depois deve ser confirmada através da biópsia, pois mesmo que possam ser observadas certas mudanças na histologia até o fim da primeira semana de terapia, é mais difícil de identificá-la depois de dois meses.